# Campionati jugoslavi di sci alpino 1970
Ai Campionati jugoslavi di sci alpino 1970 furono assegnati i titoli di slalom gigante, slalom speciale e combinata, sia maschili sia femminili.

## Risultati
| Specialità      | Uomini       | Donne          |
| --------------- | ------------ | -------------- |
| Slalom gigante  | Mirko Klinar | Vida Tevž      |
| Slalom speciale | Marko Kavčič | Milenka Pirnat |
| Combinata       | Marko Kavčič | Milenka Pirnat |